# Blythe Masters
Blythe Masters, nata Blythe Sally Jess Levett (Oxford, 22 marzo 1969), è un'imprenditrice statunitense-inglese specializzata nei servizi finanziari, ex dirigente esecutivo della JPMorgan Chase dove è ampiamente accreditata per avere sviluppato il "credit default swap" (CDS) come strumento finanziario. Ex A.D. di una start up, Digital Asset Holdings, è co-fondatrice nel 2019 di una società di private equity nel settore "fin-tech", Motive Partners e A.D.  di Motive Capital Corp. Inoltre è membro del comitato consultivo della Camera di commercio digitale degli Stati Uniti, membro del consiglio di amministrazione di GCM Grosvenor, Forge Global, e Gruppo CAIS.

## Biografia
Blythe Masters è nata a Oxford, nel Regno Unito. Ha frequentato la King's School, a Canterbury. Nel 1991 si è laureata al Trinity College di Cambridge, specializzandosi in economia.

## Carriera professionale

### JPMorgan Chase
Dopo aver completato dal 1987, mentre era ancora studentessa, diversi stage, nel 1991 Masters è entrata a far parte di JPMorgan Chase nella divisione trading di futures su materie prime. Dopo tre anni si è trasferita nella sede di New York  continuando ad occuparsi di derivati di credito e diventando il direttore esecutivo del progetto all'età di 28 anni, la donna più giovane ad occupare un posto così responsabile nella storia dell'azienda. È ampiamente accreditata per aver creato il moderno credit default swap, un derivato utilizzato per gestire l'esposizione creditizia alle entità di riferimento sottostanti.
Nel 1994, JP Morgan aveva esteso una linea di credito di 4,8 miliardi di dollari alla Exxon, che ha affrontato la minaccia di 5 miliardi di dollari di danni punitivi per la marea nera della Exxon Valdez. Un team di banchieri di JP Morgan guidato da Masters ha quindi acquistato la protezione del credito contro la linea di credito alla Banca europea per la ricostruzione e lo sviluppo per tagliare il capitale che JP Morgan doveva detenere contro il default di Exxon, riducendo così il proprio rischio. Successivamente JP Morgan ha raggruppato pacchetti di tali esposizioni e li ha offerti al mercato come BISTRO (Broad Index Secured Trust Offering) e questi nuovi strumenti finanziari sono stati rapidamente adottati da altri istituti bancari.
Dal 2001 al 2004, Masters è stato a capo dei dipartimenti di politica creditizia e strategia della banca. Nel 2004, all'età di 34 anni, è stata nominata Direttore finanziario di JP Morgan. JP Morgan ha quindi aperto la strada all'introduzione dei credit default swap, che coprivano il rischio di insolvenza su un reclamo tramite una terza parte e lo rendevano negoziabile sotto forma di titolo autonomo. Questo era un prerequisito essenziale per fornire alle varie forme di titoli garantiti da attività come obbligazioni di debito garantite o titoli garantiti da ipoteca con rating positivi e renderli negoziabili su questa base.
Quando i derivati hanno avuto un ruolo nella crisi finanziaria del 2008, essendo stati applicati da altre aziende ai mutui subprime, il libro di Gillian Tett, Fool's Gold: How the Bold Dreams of a Small Tribe at JP Morgan Was Corrupted by Wall Street Greed e Unleashed a Catastrophe, ha documentato come le intenzioni e le caratteristiche originali dei derivati di credito fossero state distorte. Tuttavia, Masters è stata descritta dal quotidiano britannico The Guardian come "la donna che ha inventato armi finanziarie di distruzione di massa". Il giornale in seguito si è scusato per non aver dato a Masters un'adeguata opportunità di rispondere.  Lei aveva detto al giornale: "Credo che i CDS [credit default swap] siano stati sbagliati, proprio come i lavoratori poveri tendono a incolpare i loro strumenti". Masters ha spiegato a The Economist: "Gli strumenti che trasferiscono il rischio possono anche aumentare il rischio sistemico se le controparti principali non riescono a gestire correttamente le proprie esposizioni". Nell'aprile 2010 ha dichiarato alla commissione per i problemi economici e monetari del Parlamento europeo che "ci sono sicuramente lezioni che devono essere apprese. Io per prima sento di aver imparato da quell'esperienza e ci sono cose che mi piacerebbe avere visto fatto diversamente". Ha dichiarato di sostenere le riforme che aumentano la trasparenza e riducono il rischio di contagio tra le società finanziarie.
Dal 2001 al 2004, Masters è stata responsabile del "Global Credit Portfolio" e della "Credit Policy and Strategy" della banca. Dal 2004 al 2007 è stata Chief Financial Officer (CFO) di "Investment Bank" di JP Morgan. Nel 2007 è stata nominata responsabile di "Global Commodities". Entro il 2014, JP Morgan aveva i maggiori ricavi di qualsiasi banca d'investimento in materie prime, secondo la società di analisi del Regno Unito Coalition. Nello stesso anno, JP Morgan annunciò la vendita delle sue attività di materie prime fisiche per 3,5 miliardi di dollari a fronte di un maggiore controllo normativo provocato da un'indagine della Federal Energy Regulatory Commission sulla presunta manipolazione dei mercati energetici della California e del Michigan da parte della banca.  JP Morgan ha pagato 410 milioni di dollari per risolvere le indagini senza ammettere illeciti. JP Morgan ha difeso Masters, affermando che "discutiamo fermamente che Blythe Masters o qualsiasi dipendente abbia mentito o agito in modo inappropriato in questa materia". Dopo aver completata la vendita delle attività di materie prime fisiche alla Mercuria Energy Group, nel 2014 Masters ha lasciato JP Morgan.
Masters è stata presidente della Securities Industry and Financial Markets Association dal 2008 al 2010 e anche della Global Financial Markets Association dal 2012 al 2014, associazioni di categoria le cui missioni includono la promozione della fiducia del pubblico nei mercati finanziari. Ha spesso rappresentato l'industria a Washington, su questioni tra cui la progettazione dei mercati del carbonio per contenere il riscaldamento globale, i limiti sulle posizioni commerciali di grandi materie prime e la revisione della regolamentazione finanziaria.

### Digital Asset Holdings (2015–2019)
Masters è stata nominata CEO di Digital Asset Holdings nel marzo 2015, una società che crea strumenti di elaborazione sicuri e distribuiti per accelerare i pagamenti, ridurre i costi e migliorare la sicurezza e la trasparenza nei settori regolamentati.  La startup ha raccolto più di 100 milioni di dollari in più round di finanziamento da quindici società tecnologiche e finanziarie, come Citibank, Goldman Sachs, JPMorgan, Deutsche Boerse, DTCC (Depository Trust & Clearing Corporation), Gruppo CME, IBM e Accenture. L'azienda ha distribuito sistemi di registro per Australian Securities Exchange (ASX), DTCC e altri. Nel dicembre 2017, ASX ha annunciato ufficialmente che avrebbe aggiornato il suo sistema di regolamento post-negoziazione a una piattaforma blockchain progettata da Digital Asset Holdings. Nel novembre 2022, ASX ha annunciato ufficialmente che avrebbe smesso completamente di utilizzare la piattaforma blockchain.
Nel dicembre 2015, i media hanno ipotizzato che il nuovo Amministratore Delegato di Barclays, Jes Staley, avesse contattato Masters per la gestione della divisione di investment banking della banca; tuttavia Masters ha risposto di essere pienamente impegnata nel suo ruolo presso Digital Asset Holdings. Dal 2015 al 2016 è stata presidente del consiglio di amministrazione di Santander Consumer Holdings Inc. (NYSE: SC), una società di credito al consumo a servizio completo e orientata alla tecnologia.
Nel dicembre 2018, Masters ha annunciato che si sarebbe dimessa dalla carica di CEO, ma sarebbe rimasta membro del consiglio, consulente strategico e azionista.

### Private Equity
Alla fine del 2019 Masters è entrata a far parte di Motive Capital Partners, una società di private equity. Nel settembre 2021 Motive ha annunciato di essere stata a capo dell'acquisizione da parte di Motive di Forge Global in una transazione SPAC (Special-purpose acquisition company) del valore di circa 2 miliardi di dollari.